# Consejo de Comisarios del Pueblo (Alemania)
El Consejo de Comisarios del Pueblo (en alemán: Rat der Volksbeauftragten) fue el nombre dado al gobierno de la Revolución de Noviembre en Alemania desde noviembre de 1918 hasta febrero de 1919. El Consejo de facto asumió la función de jefe de Estado (Kaiser) y jefe del gobierno (canciller), y emitió decretos que reemplazaban la legislación del Reichstag y el Consejo Federal. Los secretarios de estado (los jefes de los departamentos gubernamentales, similares a los ministros en otros países) permanecieron en el cargo o fueron reemplazados por el Consejo.
Durante este período, los principales logros del Consejo fueron la organización del armisticio con los Aliados el 11 de noviembre de 1918, la Reichsrätekongress (Convención General) del 16 al 20 de diciembre de 1918, y la preparación de las elecciones para la Asamblea Nacional el 19 de enero de 1919. El Consejo también reformó el sistema de sufragio y extendió el derecho de voto a las mujeres alemanas por primera vez.

## Establecimiento y operaciones
El Consejo se formó el 10 de noviembre de 1918 después de que la revolución de noviembre había barrido el viejo orden. Se estableció después de que varios miles de consejos revolucionarios de trabajadores y soldados se habían reunido en Zirkus Busch en Berlín. Su elección o nombramiento habían sido iniciados el día anterior por las acciones de la Revolutionäre Obleute, líderes de los trabajadores que se habían apoderado del edificio del Reichstag. Esto había sucedido en contra de la voluntad de la dirección de los socialdemócratas, liderados por Friedrich Ebert, quien había sido nombrado canciller (jefe de gobierno) el 9 de noviembre. Incapaces de evitar la asamblea, los socialdemócratas de Ebert pudieron cooptar el proceso y asegurarse de que muchos de los delegados provenían de sus propios partidarios. Además, Ebert logró convencer a los socialdemócratas independientes más radicales para que se unieran a él en un gobierno socialista "unificado" con tres de sus miembros. 
Así, una coalición entre el Partido Socialdemócrata de Alemania (SPD - Sozialdemokratische Partei Deutschlands) y el Partido Socialdemócrata Independiente de Alemania (USPD - Unabhängige Sozialdemokratische Partei Deutschlands) formó el consejo. Hasta el 29 de diciembre de 1918 había tres miembros del SPD (Friedrich Ebert, Philipp Scheidemann, Otto Landsberg) y tres del USPD (Hugo Haase, Wilhelm Dittmann, Emil Barth). Ebert y Haase eran presidentes conjuntos. Los miembros del Consejo no tenían carteras oficiales, pero Ebert era responsable de los asuntos militares e interiores. Como no tenían un servicio civil paralelo, el Consejo tuvo que depender de la burocracia existente. Cuando el último canciller imperial, el príncipe Max de Baden, entregó el cargo de Reichskanzler a Ebert el 9 de noviembre, los secretarios de Estado del gabinete de Baden habían permanecido inicialmente en sus cargos. Aunque Ebert pronto reemplazó a algunos de ellos con miembros del SPD y otros partidos, algunos funcionarios de alto rango, como Heinrich Scheuch, el ministro de Guerra de Prusia o Wilhelm Solf en el Ministerio de Asuntos Exteriores, duraron semanas o meses en el cargo, al menos nominalmente.
El Consejo estaba formalmente a cargo del gobierno cuando se firmó el armisticio que finalizó la Primera Guerra Mundial el 11 de noviembre de 1918. Sin embargo, Matthias Erzberger, el enviado alemán, había sido enviado a negociar con los aliados en el Bosque de Compiègne el 6 de noviembre. por el canciller Max de Baden, antes de la renuncia de este último el 9 de noviembre. El telegrama que ordenaba a Erzberger que firmara el 10 de noviembre fue enviado después de una reunión del antiguo Reichsregierung, creado originalmente bajo el príncipe Max y ahora presidido por el canciller Ebert incluso antes de que se creara el Consejo de Diputados del Pueblo.
El 12 de noviembre de 1918, el Consejo emitió una proclamación An das deutsche Volk ("Al pueblo de Alemania"). Anunció los siguientes nueve puntos ("con fuerza de ley"):
- El estado de emergencia se levanta
- Los derechos de reunión y asociación no están sujetos a ningún límite. Esto también se aplica a los funcionarios públicos.
- No hay censura. Se suprime la censura de obras de teatro.
- Libertad de expresión en el habla y la escritura.
- Libertad de religión
- Amnistía para todos los presos políticos. Los juicios políticos se suspenden
- Se deroga la Gesetz über den vaterländischen Hilfsdienst (esta había sido la base legal para obligar a todos los hombres de edad elegible que no sirvieron en el ejército a trabajar en industrias estratégicas)
- Gesindeordnung (la ley de los sirvientes prusianos) y las leyes especiales para los trabajadores agrícolas son derogadas
- Se restablecen las normas para la protección de los trabajadores rescindidos al comienzo de la guerra.

La proclamación prometió nuevas reformas sociales. A más tardar el 1 de enero de 1919, debía introducirse la jornada laboral de ocho horas. El gobierno también prometió hacer todo lo posible para proporcionar un trabajo "suficiente". Un plan de asistencia por desempleo que distribuiría la carga entre el Reich, el estado y el municipio estaba en proceso. Se elevaría el límite de ganancias para el seguro de salud. La falta de vivienda se aliviará mediante la "oferta de vivienda". El gobierno trabajaría para asegurar una nutrición regular para la gente. Se esforzaría por mantener una producción ordenada y proteger la propiedad contra infracciones privadas, así como la libertad y seguridad personal. Las elecciones futuras, incluida la de la asamblea constituyente, se celebrarían bajo una franquicia que sería igual, secreta, directa y universal, basada en una representación proporcional y abierta a todos los hombres y mujeres de 20 años o más. 
El 15 de noviembre de 1918, el Consejo designó al liberal de izquierda Hugo Preuß como Secretario de Estado del Interior y le pidió que redactara un borrador de una nueva constitución republicana. 
El Consejo aprobó la Verordnung über die Wahlen zur verfassunggebenden deutschen Nationalversammlung (Reichswahlgesetz), la ley que rige las próximas elecciones para una asamblea nacional, el 30 de noviembre de 1918. Esto codificó los cambios al sufragio anunciados anteriormente. Por primera vez en Alemania, el sufragio se extendió a las mujeres.
El Consejo también organizó la Reichsrätekongress que se reunió en la Preußisches Abgeordnetenhaus en la Leipziger Platz en Berlín del 16 al 20 de diciembre de 1918. Por votación mayoritaria, esta asamblea decidió adelantar las elecciones a una asamblea nacional hasta el 19 de enero de 1919 y rechazó una propuesta del USPD para asumir el poder supremo legislativo y ejecutivo. Sin embargo, también aprobó una resolución conocida como Hamburger Punkte que enfatizaba algunas demandas revolucionarias clave que eran anatema para los militares: comando militar supremo para estar con el Consejo de los Diputados del Pueblo, autoridad disciplinaria para residir con los consejos de soldados, elección de oficiales , sin insignias de rango ni observancia de rango militar fuera de servicio.
El 18 de diciembre de 1918, el Consejo decidió en principio socializar las industrias "adecuadas". Sin embargo, no se tomaron medidas concretas en esta dirección, ya que los miembros del SPD no estaban interesados en ninguna iniciativa que pudiera interrumpir aún más el suministro limitado de alimentos o afectar negativamente la productividad industrial. El Consejo tuvo sus manos llenas de desmovilización y reintegración de 8 millones de soldados, retirando 3 millones de ellos sobre el Rin y asegurando un suministro suficiente de carbón y alimentos para el invierno. Además, hubo amenazas a la integridad del Reich por parte de los movimientos separatistas en Renania y por la expansión territorial polaca.
El 29 de diciembre de 1918, la USPD se retiró del Consejo. El principal punto de discusión fue la acción militar que el gobierno acababa de tomar el 23/24 de diciembre contra los soldados sublevados de la Reichsmarinedivision. Esto sucedió como resultado del pacto Ebert-Groener entre Friedrich Ebert y Wilhelm Groener del alto mando militar (OHL). Sin embargo, se había hablado incluso antes de los combates en Navidad acerca de una inminente renuncia de los representantes del USPD. Las vacantes en el Consejo se llenaron con dos miembros más del SPD, Gustav Noske y Rudolf Wissell. Aunque no había carteras, Noske estaba a cargo de los militares y Wissell de los asuntos económicos. A partir de ese momento, las comunicaciones externas del Consejo se firmaron "Reichsregierung" en lugar de "Rat der Volksbeauftragten".
El gobierno organizó elecciones para una asamblea nacional el 19 de enero de 1919.

## Fin
El 13 de febrero de 1919, el Consejo dejó de existir y cedió formalmente el poder al recién creado gobierno de Ministerpräsident Scheidemann. Scheidemann había sido nombrado por Friedrich Ebert, quien a su vez había sido elegido primer presidente temporal de Alemania (Reichspräsident) por la Asamblea Nacional.

## Miembros del Consejo
| Cargo                     | Titular             | Período                                                        | Partido |
| ------------------------- | ------------------- | -------------------------------------------------------------- | ------- |
| Presidente y Canciller    | Friedrich Ebert     | 10 de noviembre de 1918 – 11 de febrero de 1919                | SPD     |
| Vicepresidente            | Hugo Haase          | 10 de noviembre de 1918 – 29 de diciembre de 1918 (Reasignado) | USPD    |
| Vicecanciller y Canciller | Philipp Scheidemann | 10 de noviembre de 1918 – 11 de febrero de 1919                | SPD     |
| Miembro del Consejo       | Wilhelm Dittmann    | 10 de noviembre de 1918 – 29 de diciembre de 1918 (Reasignado) | USPD    |
| Miembro del Consejo       | Emil Barth          | 10 de noviembre de 1918 – 29 de diciembre de 1918 (Reasignado) | USPD    |
| Miembro del Consejo       | Otto Landsberg      | 10 de noviembre de 1918 – 11 de febrero de 1919                | SPD     |
| Miembro del Consejo       | Gustav Noske        | 29 de diciembre de 1918 – 11 de febrero de 1919                | SPD     |
| Miembro del Consejo       | Rudolf Wissell      | 29 de diciembre de 1918 – 11 de febrero de 1919                | SPD     |

- Datos: Q481601